# Ștefan Rareș
Ștefan Rareș, Ștefan cel Tânăr sau Ștefăniță (n. 1531 – d. 1 septembrie 1552, Țuțora) a fost domn al Moldovei între 24 mai 1551 și 1 septembrie 1552, uns domn la data de 11 iunie 1551. A fost al doilea fiu al lui Petru Rareș din căsătoria cu despina Elena Ecaterina Brancovici

## Domnie
Aliat cu turcii, a trecut pasul Oituzului în Transilvania, devastând secuimea si Sibiul, însă pe drumul de întoarcere a fost bătut de generalul Giovanni Battista Castaldo și Ștefan Báthory, care i-au luat prada. Ca printr-o minune a izbutit să-și salveze viața. Întors la scaun, s-a înconjurat de dregători turci și a dus o viață turcească, dușmănindu-se cu polonezii.
A fost ucis de un grup de boieri conspiratori la ordinele generalului Castaldo, în timpul unei vânători la podul de la Țuțora, pe prundul Prutului în noaptea de 1 septembrie 1552, și a fost înmormântat, în grabă, în partea stângă a gropniței din biserica Mănăstirii Probota, alături de tatăl său, Petru Rareș, ctitor al lăcașului în anul 1530, și mama sa.
Cronicarul Azarie, despre moartea lui Ștefan Rareș:
„...a fost tăiat în chip vrednic de milă, sub cort, vai ca pe un miel ... Altceva n-a spus nimic, decât aceste cuvinte: „o, săracă dreptate, pe tine te plâng și de tine suspin, căci tu ai pierit și ai murit înainte de mine”. Și zăcea pe pământ acoperit de sânge.”

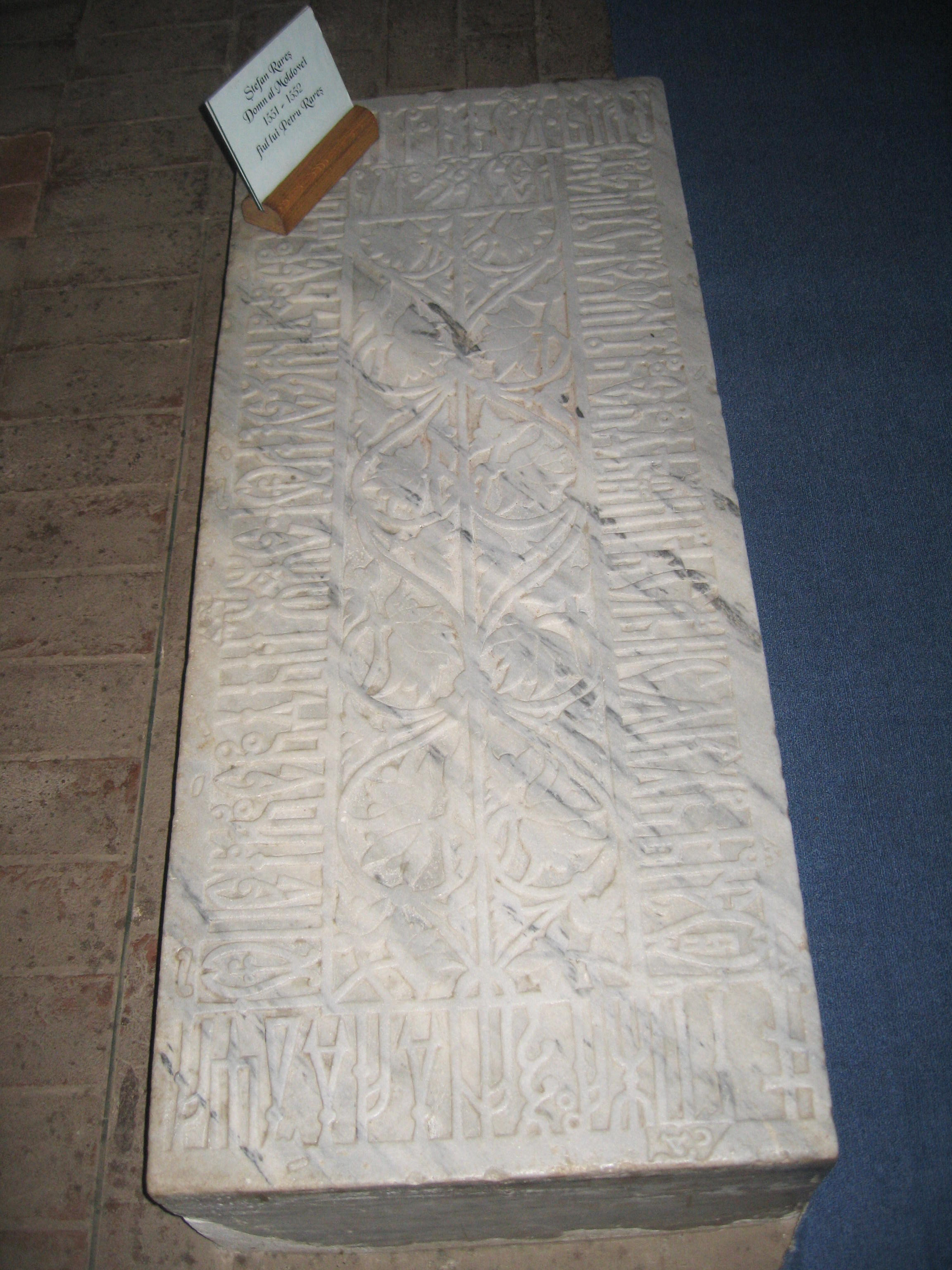
Mormântul lui Ștefan Rareș în biserica Mănăstirii Probota.

Inscripția pietrei sale funerare arată că a fost amplasată de sora sa, Doamna Roxanda, fiica lui Io Petru voievod, iar doamnă lui Io Alexandru voievod, „împodobind” astfel groapa aceasta fratelui ei Ștefan voievod, care s-a strămutat la veșnicele lăcașuri în anul 7060, sept. 1.